# Droit de vote des femmes au Québec

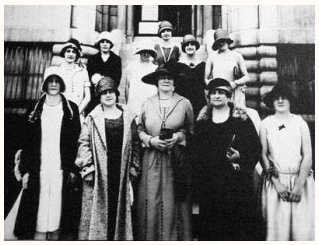
Idola Saint-Jean en photo avec des suffragettes au Québec en 1922.

Au Bas-Canada, entre 1791 et 1849, les femmes, comme les hommes, propriétaires terriens, pouvaient voter.
Au Québec, le droit de vote des femmes a été accordé par le gouvernement d'Adélard Godbout le 18 avril 1940. Bien que les Québécoises possédaient déjà le droit de vote au niveau fédéral depuis 1918, c'est à partir de cette date qu'elles pouvaient désormais s'exprimer lors des élections québécoises.
L'obtention de ce droit pour les femmes du Québec fut le résultat d'un combat de longue haleine mené par différentes générations de féministes depuis la fin du XIXe siècle.

## Histoire

### Le droit de vote des femmes au Bas-Canada (1791-1849)

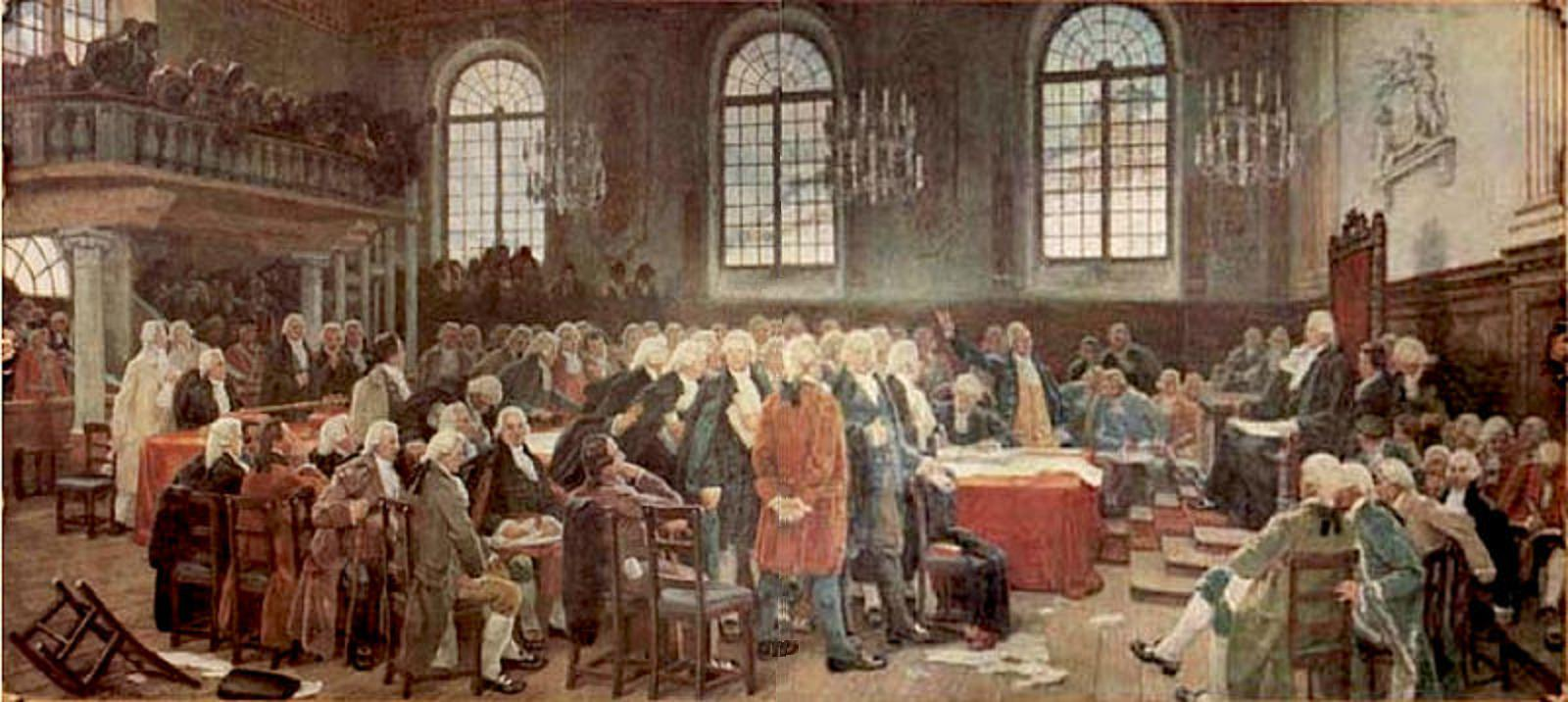
Débats sur les langues lors de la première Assemblée législative du Bas-Canada le 21 janvier 1793 (par Charles Huot).

En 1791, le territoire de la province de Québec est séparé en deux colonies : le Haut-Canada et le Bas-Canada. Dans ce contexte de réforme des institutions politiques, un nouveau régime parlementaire est mis en place. Le Bas-Canada est ainsi doté de son propre parlement, formé de représentants élus. Toutefois, l’Acte constitutionnel ne précise pas que le droit de vote doit être réservé uniquement aux hommes. Les femmes obtiennent donc, par le fait même, le droit d’élire des députés.
À partir de 1827, le suffrage féminin commence à semer la controverse au Bas-Canada. Graduellement, un mouvement d’opposition s’installe. En 1849, le droit de vote est définitivement retiré aux femmes, à la suite d’un projet de refonte de la loi électorale par le Parti réformiste.

#### Le suffrage féminin au Bas-Canada
Suivant la création de l’Assemblée du Bas-Canada, certains habitants obtiennent le droit de vote afin d’élire des députés. Pour avoir ce droit, une personne doit remplir trois conditions :
- être un adulte âgé de plus de 21 ans ;
- être un sujet britannique ;
- être propriétaire d’une maison ou d’une terre, ou être locataire et avoir payé un minimum de 10 livres sterling de loyer sur un an.

Puisqu'il n’est pas nécessaire d’être un sujet masculin afin d’avoir le droit de vote, les femmes qui répondent aux trois conditions préalables peuvent ainsi voter et élire des députés de la même manière que leurs concitoyens masculins.
Selon l’historienne Denyse Baillargeon, la majorité des femmes qui répondent à ces critères s’inscrivent dans l’un des profils suivants :
- les femmes célibataires de plus de 21 ans ;
- les veuves ;
- les femmes mariées vivant en séparation de biens, ou vivant séparées de leurs maris[4].

À la différence des femmes du Haut-Canada qui possèdent le même droit de suffrage, les femmes du Bas-Canada sont plus nombreuses à exercer leur droit de vote. Cette tendance s’explique par le fait que la coutume de Paris (le Code civil appliqué au Bas-Canada) est plus généreuse à l’égard des droits de propriété des femmes que la common law (le Code civil appliqué dans le Haut-Canada).
Selon les données de l’historienne Nathalie Picard, 857 femmes exercent leur droit de vote entre 1791 et 1849. Parmi celles-ci, 74 % sont veuves ou célibataires. Environ 60 % d’entre elles sont francophones et votent majoritairement pour le Parti canadien, puis pour le Parti patriote. L’enquête de Picard révèle aussi que 32 femmes autochtones, majoritairement des femmes veuves mohawks vivant à Sault Saint-Louis (Kahnawake), ont voté à l’élection de 1824, et que ces dernières avaient également une préférence pour le Parti canadien.

#### L’opposition au suffrage féminin et l’abolition du droit de vote des femmes
À partir de 1827, le suffrage féminin commence à susciter la controverse au Bas-Canada. Lors des élections qui ont lieu cette année-là, presque aucune femme ne se présente au bureau de vote du comté de Montréal-Est, et les deux seules qui s’y présentent font face à un fort mouvement d’opposition des candidats. En 1828, des électeurs de la Haute-Ville de Québec lancent une pétition adressée à la Chambre d’assemblée, dans laquelle ils dénoncent le fait que le vote d’une veuve ait été rejeté parce qu’elle est une femme. La même année, une autre pétition est lancée afin de contester le résultat de l’élection dans la circonscription de William-Henry (Sorel). Les pétitionnaires y soutiennent que des veuves, femmes mariées et filles auraient voté illégalement pour Wolfred Nelson, et que le vote de ces dernières aurait été instrumentalisé par le parti politique.

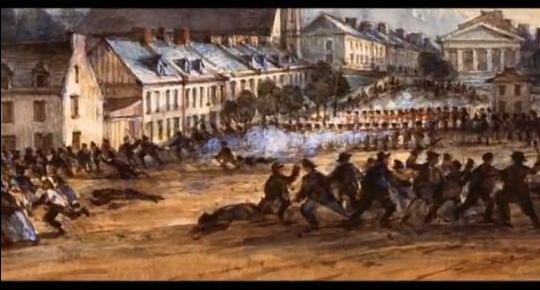
En 1832, l’élection partielle de Montréal-Ouest se déroule dans un climat particulièrement agité. Selon l’historienne Bettina Bradbury, il existe un lien de causalité entre le déroulement de cette élection et la mise en place d’une première loi retirant le droit de vote aux femmes deux ans plus tard.

Dans un article publié dans les pages du Quebec Mercury en août 1827, un journaliste exprime que les femmes ne devraient pas posséder le droit de vote. Plusieurs arguments soutiennent son propos, dont l’idée que cette responsabilité qui s’accompagne forcément d’une préoccupation pour les affaires publiques induit forcément les femmes à délaisser une partie de leurs responsabilités domestiques. De plus, ce même journaliste soutient que le suffrage féminin va forcément emmener les femmes à s’impliquer en politique, et que ce phénomène nuirait au bon fonctionnement de la chambre d’assemblée en raison, notamment, des grossesses et de l’inévitable attirance sexuelle qui s’installerait entre les députés. Somme toute, cet article soutient qu’il existe une profonde incohérence entre les attributs féminins et les responsabilités qui accompagnent l’exercice des droits citoyen.
Au début des années 1830, le débat s’envenime encore plus, et le droit de vote des femmes commence à être sérieusement remis en question sur la place publique. L’un des arguments majeurs des opposants au suffrage féminin soutient que les électrices sont inévitablement manipulables, et leur droit de vote ne s'exerce pas en toute connaissance de cause. Les femmes sont identifiées comme des personnes vulnérables qu’il faut protéger de l’agression. De plus, selon l’historienne Denyse Baillargeon, « l’appui des femmes devient un argument supplémentaire pour dénigrer le candidat du parti adverse en prétendant que celui-ci est si désespéré qu’il doit compter sur le vote féminin. »
En 1834, une loi contre le droit de vote des femmes est adoptée à l’unanimité par la Chambre d’assemblée du Bas-Canada. Cette loi mentionne que : « […] depuis et après la passation de cet Acte, aucune fille, femme ou veuve ne pourra voter à aucune élection dans aucun comté, Cité ou Bourg de cette province ».
En 1836, pour des raisons qui ne concernent pas la question du suffrage féminin, cette loi est abrogée. Cependant, bien que les femmes aient légalement eu le droit de voter entre 1836 et 1849, il est estimé que seule une douzaine de femmes ont réellement exercé leur droit de vote lors de cette période.
En 1849, le Parti réformiste procède à un projet de refonte de la loi électorale, et le droit de vote des femmes est définitivement retiré. Si l’adoption de cette loi se fait simplement et sans réelles controverses, selon l’historienne Denyse Baillargeon, les femmes elles-mêmes ne se sont pas prononcées sur cette loi « ni collectivement ni individuellement ».

### Le mouvement des femmes (1880-1910)
Entre 1880 et 1910, les villes du Québec sont marquées par l’expansion rapide du capitalisme industriel. L’industrialisation et l’urbanisation des grands centres entraînent de profondes modifications au sein des rapports sociaux, et un large pan de la population s’appauvrit de manière significative. Devant cette accentuation des inégalités sociales, plusieurs femmes issues de la bourgeoisie mettent sur pied des associations caritatives vouées à lutter contre la misère urbaine et les maux qui en découlent (mortalité infantile, insalubrité des logements, exploitation des ouvrières, etc.). Ainsi, cette période connait un réel « mouvement de fondation d’organismes de charité ». Cependant, ce mouvement caritatif s’accompagne d’une nouvelle conception de l’action sociale : les femmes bourgeoises ont maintenant l’ambition de lutter contre la misère de manière systémique, et non plus de manière ponctuelle et individuelle. Parce qu’elles visent à mettre sur pied des réformes et des mesures applicables à l’ensemble de la société, elles ont besoin de travailler de concert avec le corps politique. Rapidement, elles prennent conscience des limites qui leur sont imposées aux niveaux politique, social et juridique. C’est ainsi qu’en 1880, une toute première association féminine revendique le droit de vote, soit la Women’s Christian Temperance Union de Montréal, une association féminine chrétienne vouée à la lutte contre l’alcoolisme. D’autres associations féminines appuient le suffrage féminin durant cette période, telles que le Montreal Local Council of Women et la Fédération nationale Saint-Jean-Baptiste. Toutefois, l’omniprésence d’une idéologie bien ancrée dans les mœurs et coutumes de l’époque empêche la mobilisation pour le suffrage féminin de gagner en ampleur, soit l’idéologie des sphères séparées.

#### Le militantisme politique des femmes bourgeoises

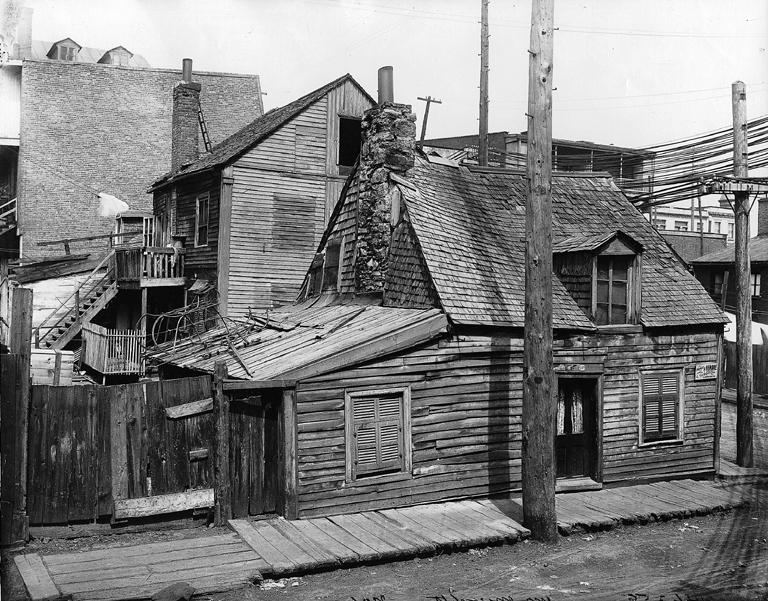
Vers la fin du XIXe siècle et au début du XXe siècle, les villes du Québec évoluent au rythme du capitalisme industriel. Un large pan de la population vit dans la pauvreté et l’exclusion sociale. Plusieurs associations caritatives sont donc mises en place par des femmes bourgeoises afin de lutter contre cette nouvelle « misère urbaine ». Sur cette photographie, une maison située dans le quartier Griffintown, à Montréal, en 1903.

La période allant de 1880 à 1910 se caractérise par l’omniprésence et l’engagement social des femmes bourgeoises dans l’espace public. Lors des deux dernières décennies du XIXe siècle, le nombre d’associations féminines montréalaises double. Au début du XXe siècle, on en dénombre quelques centaines – la grande majorité de ces associations étant alors orientées vers l’objectif de faire œuvre caritative.
L’engagement des femmes de l’élite dans des œuvres charitables n’est pas un phénomène unique à cette période. En effet, les femmes issues de la bourgeoisie et des classes moyennes étaient déjà engagées, depuis le début du XIXe siècle, dans bon nombre d’activités philanthropiques. Selon l’historienne Denyse Baillargeon, faire œuvre de charité était alors perçu comme une responsabilité sociale que l’élite se devait d’honorer, en plus d’être vue comme une preuve concrète de la foi. Au sein de l’élite bourgeoise, l’action philanthropique est principalement prise en charge par les femmes.
La grande majorité des associations caritatives fondées durant cette période ont l’objectif commun de lutter contre la pauvreté et l’exclusion sociale. En effet, les grandes villes du Québec vivent alors au rythme du capitalisme industriel, ce qui entraîne d’importantes transformations au niveau des rapports sociaux, en plus d’appauvrir une grande partie de la population. Parmi les nouveaux maux et problèmes sociaux qui émergent dans les centres urbains et industriels, les problèmes de santé publique occupent une place significative. Cette nouvelle « misère urbaine » attire donc l’attention des philanthropes féminines qui, influencées par le mouvement de réforme urbaine, développent une toute nouvelle conception de l’action sociale.
De plus, l'approche individualiste (plutôt que collective) de l’action charitable des femmes bourgeoises entraîne une certaine « politisation des débats ». Les associations féminines ont dorénavant besoin du soutien de l’État pour réaliser leurs projets, qui nécessitent bien souvent la mise en place de réformes et de mesures gouvernementales. Dès lors, ces nouvelles ambitions portées par les associations féminines s’accompagnent rapidement par la prise de conscience des limites juridiques, sociales et politiques imposées aux femmes.

#### Les premières associations à revendiquer le droit de vote des femmes
Comme mentionné précédemment, les ambitions sociales et philanthropiques des associations féminines de la fin du XIXe et du début du XXe siècle ne se limitent plus seulement qu’à des « actions ponctuelles et individuelles ». Dorénavant, les associations féminines cherchent à travailler de concert avec le corps politique afin de concrétiser leurs ambitions. C’est ainsi que, lors des années 1880, la question des droits civiques et politiques des femmes commence tranquillement à se discuter au sein des associations féminines.

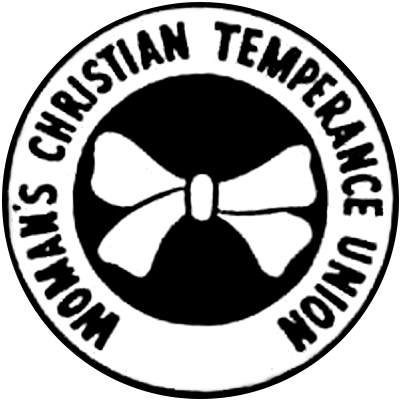
Vers 1880, la Women’s Christian Temperance Union de Montréal commence à militer en faveur du droit de vote.

Vers 1880, la Women’s Christian Temperance Union de Montréal commence à militer en faveur du droit de vote. Cette association féminine chrétienne vouée à la promotion de la tempérance est la toute première organisation à militer en faveur du suffrage féminin au Québec. Selon les membres de cette association, les femmes doivent avoir le droit de suffrage afin de pouvoir participer pleinement à la mise en place de mesures gouvernementales visant à contrer l’alcoolisme.
En 1893, le Montreal Local Council of Women (Conseil local des femmes de Montréal) est fondé. Cette organisation non confessionnelle, découlant du National Council of Women (Conseil national des femmes du Canada) et de l’International Council of Women (Conseil international des femmes), est principalement investi par des femmes anglophones protestantes. Toutefois, certaines femmes francophones, catholiques et issues de la bourgeoisie militent aux côtés des femmes anglophones, dont Marie Gérin-Lajoie, Caroline Dessaulles-Béique, Marie Lamothe-Thibeaudeau et Joséphine Marchand-Dandurand. La première présidente du Conseil local des femmes de Montréal (CLFM) est Grace Julia Parker Drummond. Celle-ci vise à faire valoir l’action sociale des femmes montréalaises, à lutter contre les injustices sociales et à faire la promotion du bien commun. Selon les membres de cette association, les femmes doivent faire partie du corps politique, avoir accès à l’éducation supérieure et aux professions, et vivre dans l’égalité juridique. Selon l’historienne Denyse Baillargeon, les membres du CLFM s’approprient le statut de « citoyenne » avant même de réclamer le droit de vote. En 1909, le CLFM réclame officiellement le suffrage féminin.
Toutefois, bien que quelques femmes catholiques francophones militent aux côtés des femmes anglophones au sein du CLFM, celles-ci doivent le faire à titre individuel, car le clergé catholique canadien-français n’approuve pas que des associations féminines francophones investissent cette fédération. Dans ce contexte, après plus d’une décennie à militer aux côtés des femmes anglophones , Caroline Dessaulles-Béique et Marie Gérin-Lajoie fondent, en 1907, la Fédération nationale Saint-Jean-Baptiste (FNSJB). Selon l’historienne Yolande Cohen, cette nouvelle fédération se construit sur le modèle du Montreal Local Council of Women, mis à part pour son aumônerie et son idéal nationaliste. Les premières années de la FNSJB sont marquées par la revendication pour le suffrage féminin, et les membres de la fédération développent rapidement un argumentaire maternaliste en faveur du droit de vote. Le mouvement porté par la FNSJB fait également la promotion de l’égalité homme-femme, mais n’appuie pas du tout les idées portées par les mouvements féministes socialistes et libertaires. Selon l’historienne Marie Lavigne, le féminisme défendu par la Fédération nationale Saint-Jean-Baptiste correspond plutôt à un féminisme dit « chrétien » .
En somme, la question du droit de vote figure parmi les revendications des associations féminines, dont la Women’s Christian Temperance Union de Montréal, le Montreal Local Council of Women et la Fédération nationale Saint-Jean-Baptiste. Lors de cette période, les luttes se concentrent surtout au niveau des élections municipales et scolaires. Certaines de leurs revendications portent fruit, notamment lorsque le Code municipal est modifié en 1888 par le gouvernement du Québec afin d’accorder le droit de vote aux femmes propriétaires et célibataires. Ce principe est ensuite élargi en 1892, lorsque le droit de vote au niveau municipal est donné aux veuves et aux femmes célibataires locataires. Les suffragistes connaissent également une belle victoire en 1902, lorsque le conseil municipal de Montréal tente de retirer le droit de vote aux femmes locataires, et qu’elles réussissent à faire échouer le projet. Marie Gérin-Lajoie, qui militait alors au sein du Montreal Local Council of Women, était très impliquée dans cette lutte.

#### L’idéologie des sphères séparées

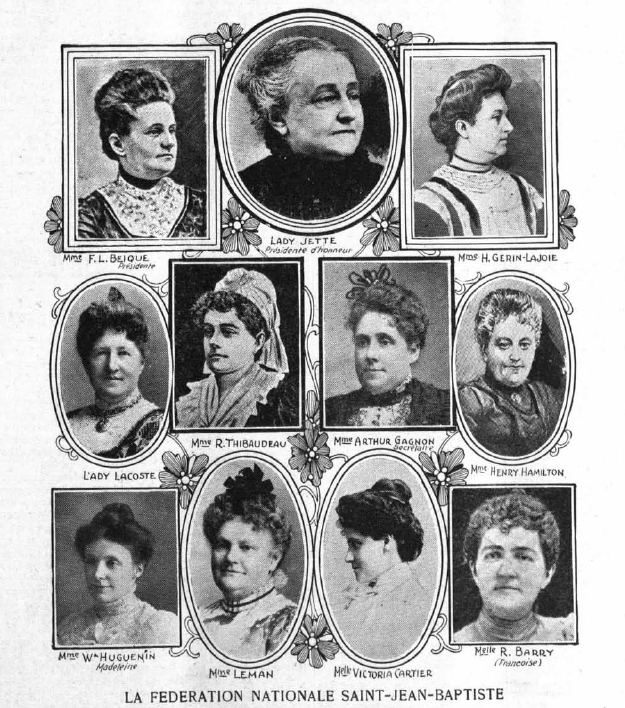
En 1907, la Fédération nationale Saint-Jean-Baptiste est fondée. La toute première présidente est Caroline Dessaulles-Béique, et Marie Lacoste-Gérin-Lajoie en est la première secrétaire.

Dans la pensée républicaine occidentale du 19e siècle, les hommes ont la responsabilité d’exercer leurs devoirs citoyens et de participer à la vie politique (sphère publique), alors que les femmes trouvent plutôt leur allégeance naturelle dans la famille (sphère privée). Suivant cette logique, les hommes et les femmes sont complémentaires, et l’exercice de leurs devoirs naturels dépend de l’engagement de l’autre dans sa sphère respective. Ainsi, pour que les hommes puissent avoir la liberté de travailler au bien commun, il est nécessaire que ces derniers soient détachés de la sphère privée. Selon ce raisonnement, l’implication politique de l’homme est donc dépendante de l’implication de la femme dans la famille.
Suivant ce même raisonnement, l’implication de la femme dans les activités politiques est perçue comme une menace importante à l’ordre public et au bon fonctionnement de la république. Parce que les femmes sont alors identifiées comme étant naturellement attachées à la sphère privée, leur implication dans la sphère publique est perçue comme étant d’une profonde indécence, qui bouscule les mœurs culturelles et politiques, en plus de remettre leur respectabilité en question.
Lorsque certaines associations commencent à revendiquer le droit de vote des femmes dans les années 1880, l’idéologie des sphères séparées est bien ancrée au Québec. L’omniprésence de cette conception explique le courant d’opposition u principe du suffrage féminin. Par exemple, pour plusieurs femmes, l’action de voter n’est tout simplement pas un geste considéré comme féminin. Pour cette raison, la lutte pour le droit de vote rencontre un important mouvement d’opposition qui s’affirmera au cours des prochaines décennies.

### La lutte pour le droit de vote des femmes au Québec (1910-1940)
La lutte en faveur du suffrage féminin débute officiellement en 1913, à l’occasion de la fondation de la toute première association féminine vouée principalement à la promotion du droit de vote des femmes : la Montreal Suffrage Association. Pendant la décennie 1910, les efforts sont majoritairement concentrés sur le droit de vote au niveau fédéral – droit que les femmes canadiennes, à l’exception des autochtones et de membres de certains groupes ethniques, obtiennent en 1918. Les Québécoises se rendent donc aux urnes pour une première fois en 1921 afin de voter pour les élections fédérales. Après 1922, elles vivent dans la seule province canadienne à refuser le suffrage à ses citoyennes.
C’est dans ce contexte que Marie-Lacoste Gérin-Lajoie et Anna Lyman fondent le Comité provincial pour le suffrage féminin en 1922. Toutefois, les luttes conduites en faveur du suffrage féminin se heurtent à une importante résistance au Québec : un important pan de la population québécoise est d’avis que le vote des femmes représente un risque majeur pour le maintien de l’ordre social et la conservation des traditions de la nation canadienne-française. Malgré tout, le mouvement féministe persiste, et connait un nouveau souffle lorsque Idola Saint-Jean fonde l’Alliance canadienne pour le vote des femmes du Québec en 1927, et lorsque Thérèse Casgrain inaugure la Ligue des droits de la femme en 1929. Au cours des années 1930, l’Alliance et la Ligue travaillent de concert afin de faire avancer le mouvement en faveur du suffrage féminin, mais le mouvement d’opposition persiste et continue de rejoindre plusieurs femmes, membres du corps politique et clercs. Somme toute, entre 1910 et 1940, le Québec demeure divisé sur la question du droit de vote des femmes.

#### LaMontreal Suffrage Associationet le droit de vote aux élections fédérales
En 1913, la toute première association féminine à faire du suffrage féminin son objectif principal est créée, soit la Montreal Suffrage Association, une organisation majoritairement composée de femmes anglophones. Cette organisation, qui est en quelque sorte une création du Conseil local des femmes de Montréal, organise des conférences portant sur la question du droit de vote, vend des ouvrages et distribue des dépliants un peu partout sur le territoire québécois. Bien que la MSA prenne position en faveur du droit de vote des femmes mariées au niveau municipal à l’automne 1913 , c’est principalement au niveau fédéral qu’elle concentre ses efforts.
Entre 1914 et 1917, la mobilisation pour l’obtention du droit de vote des femmes est fortement ralentie par la Première Guerre mondiale. Toutefois, en 1917, le gouvernement du Canada présente un projet de loi qui accorde le droit de vote aux mères de soldats, ainsi qu’aux infirmières militaires. Bien que la Montreal Suffrage Association ne soit pas satisfaite par ce projet qui n’inclut pas systématiquement toutes les femmes canadiennes, les membres de l’association reconnaissent qu’il s’agit d’une importante avancée pour les droits des femmes. L’assemblée générale de l’organisation écrit donc un texte demandant que le droit de vote au niveau fédéral soit élargi à toutes les Canadiennes. L’année suivante, le gouvernement fédéral accorde finalement ce droit de vote. Lors des élections fédérales de 1921, l’ensemble des Canadiennes peuvent se rendre aux urnes pour la première fois.
À partir de ce moment, le Québec enregistre bel et bien un décalage vis-à-vis les autres provinces en matière de droits civiques des femmes. Les Québécoises restent les seules femmes canadiennes à ne pas posséder le droit de suffrage au niveau provincial. Les dernières provinces à avoir accordé le droit de suffrage aux femmes l’ont fait entre 1916 et 1917.

#### Marie Lacoste-Gérin-Lajoie et le Comité provincial pour le suffrage féminin

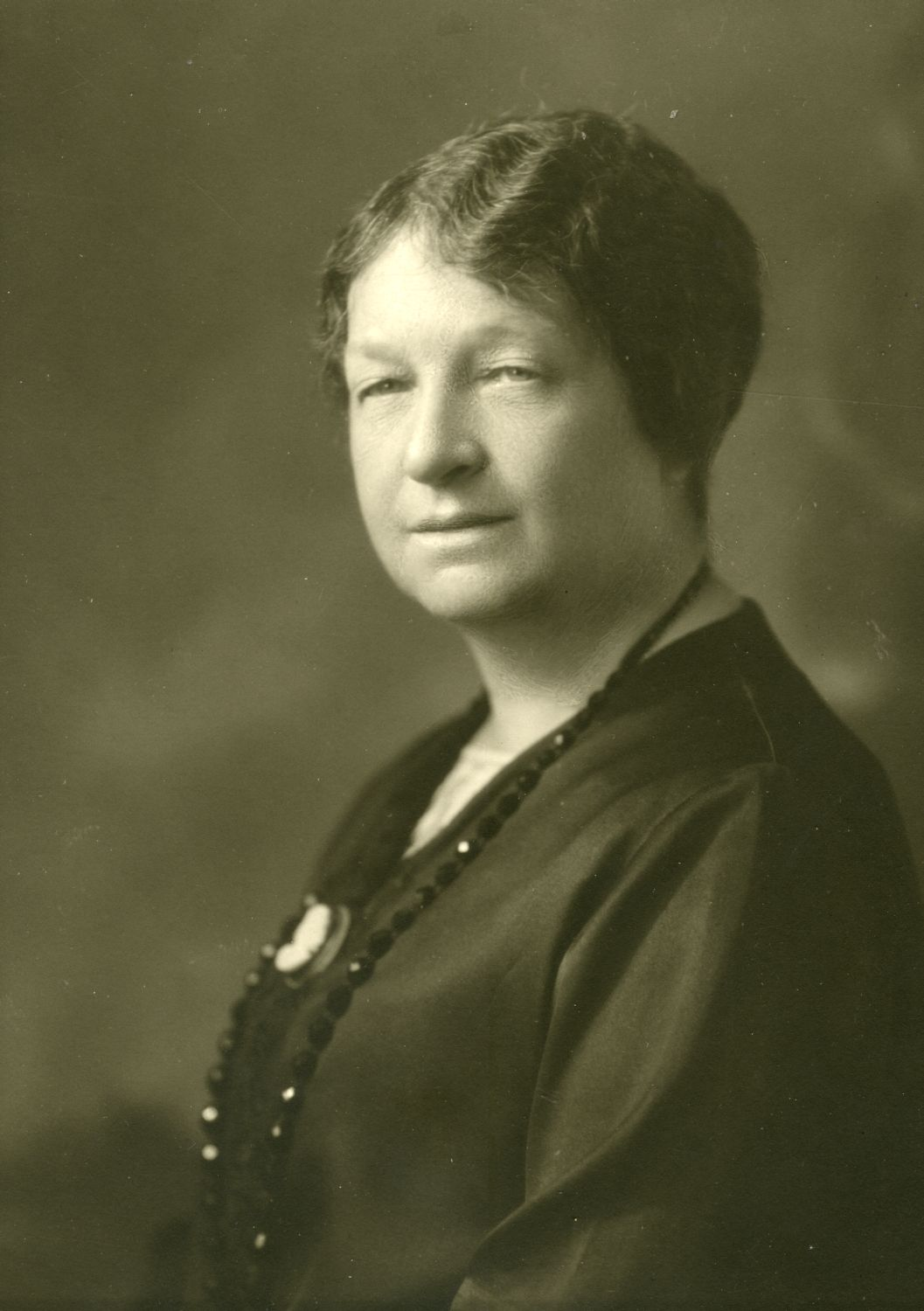
Marie Lacoste-Gérin-Lajoie en 1920.

À la suite des élections fédérales de décembre 1921, une nouvelle instance vouée à la promotion du suffrage féminin au Québec, est créée en 1922. Cette nouvelle organisation bilingue, le Comité provincial pour le suffrage féminin (Provincial Franchise Committee), est fondée par Marie Lacoste-Gérin-Lajoie et Anna Lyman. Idola Saint-Jean en est la première secrétaire.
Cette nouvelle organisation initiée par la Fédération nationale Saint-Jean-Baptiste commence ses activités dès le début de 1922, en organisant à Montréal une importante assemblée publique. Le 9 février 1922, une délégation d’environ quatre à cinq cents femmes se rendent au parlement de Québec afin de revendiquer le droit de vote auprès des élus. Cette délégation compte plusieurs femmes anglophones et francophones, mais aussi plusieurs femmes juives membres de la National Council of Jewish Women, une association féminine fondée en 1918 et faisant également la promotion du suffrage féminin.
Devant les parlementaires, plusieurs militantes prennent la parole, dont Marie Lacoste-Gérin-Lajoie, mais également deux jeunes femmes francophones issues de la nouvelle génération : Thérèse Casgrain et Idola Saint-Jean . À la différence de leurs aînées, Casgrain et Saint-Jean sont plus radicales, et n’hésitent pas à réfuter fermement certains des arguments les plus utilisés par les réfractaires du suffrage féminin.
Bien sûr, ce pèlerinage vers Québec provoque une vague de réactions de la part des hommes politiques, mais également du clergé, des journalistes et de certaines femmes qui s’opposent au suffrage féminin. D’ailleurs, en réponse à cet évènement, le premier ministre Taschereau déclare que si l’homme souhaite exclure la femme de la politique, c’est bien parce qu’elle « a un ministère d’amour et de charité à remplir, auquel l’homme est absolument impropre ».
Un mois plus tard, soit le 9 mars 1922, le député Henry Miles présente un projet de loi dont l’objectif est d’accorder le droit de vote aux Québécoises. Cependant, le premier ministre Taschereau lui répond par une pétition signée par 23 000 femmes qui s’opposent au droit de vote. Dans ce contexte, le projet de loi de Miles est ajourné.
Malgré ce revers, Marie Lacoste-Gérin-Lajoie se rend ensuite à Rome pour rencontrer le pape et tenter d’obtenir l’appui de l’Église catholique à sa cause. Pour elle, un appui officiel des évêques québécois servirait de catalyseur à la mobilisation pour le suffrage féminin. Toutefois, son séjour à Rome ne se déroule pas comme elle l’aurait espéré. À son retour au Québec, en novembre 1922, elle démissionne de son poste et cède la coprésidence du Comité provincial pour le suffrage féminin à Thérèse Casgrain. Ce départ affecte le comité (qui ne tiendra que deux réunions en trois ans), mais aussi la Fédération nationale Saint-Jean-Baptiste, qui finit par se retirer de la lutte en 1922.
Dans l'ensemble, la mobilisation féministe en faveur du suffrage féminin durant les années 1920 connaît que des résultats assez modestes. Cependant, lors de cette décennie, le rôle des femmes se modifie tranquillement, mais significativement. C’est permettant aux femmes de jouer un plus grand rôle dans la vie sociale et économique du Québec.

### Arrivée d’une nouvelle génération de militantes (1920-1930)

#### L’Alliance canadienne pour le vote des femmes du Québec (1927) et la Ligue des droits de la femme (1929)

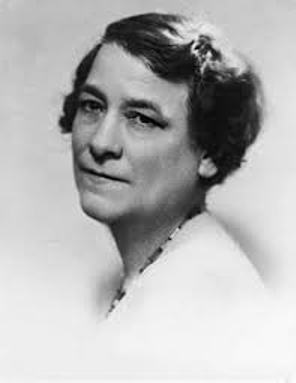
Idola Saint-Jean, Fondatrice de l’Alliance canadienne pour le vote des femmes du Québec.

En 1927, Idola Saint-Jean fonde l’Alliance canadienne pour le vote des femmes du Québec. Jugeant que le Comité provincial pour le suffrage féminin manque de combativité et qu’il s’éloigne trop des femmes de la classe ouvrière, Idola Saint-Jean cherche à rapprocher le mouvement pour le suffrage féminin du mouvement ouvrier. Ce rapprochement constitue alors un défi considérable. Jusque-là, le mouvement pour le suffrage avait été principalement porté par des femmes bourgeoises, alors que le mouvement ouvrier avait été principalement porté par des hommes de la classe ouvrière. Le mouvement féministe de cette époque avait surtout considéré les femmes ouvrières « comme les bénéficiaires potentielles de son action bienveillante plutôt que comme des alliées dans la lutte ».
En février 1927, le Comité et l’Alliance envoient deux délégations à Québec afin de rencontrer le premier ministre Louis-Alexandre Taschereau et revendiquer le droit de vote des femmes . Bien que ces deux groupes partagent le même objectif, leurs messages sont bien différents, en raison des deux publics qu’ils représentent. Ainsi, l’Alliance canadienne pour le vote des femmes au Québec souhaite représenter surtout les femmes ouvrières des grands centres urbains , en proposant un discours qui leur soit propre et, par ailleurs, bien moins centré sur la question de la maternité.
Secouée par la vivacité de la nouvelle Alliance, en 1929, Thérèse Casgrain transforme le Comité provincial pour le suffrage féminin pour fonder la Ligue des droits de la femme. Cette Ligue travaille de concert avec l’Alliance pour faire avancer la question du suffrage féminin au Québec. Ensemble, elles feront parvenir, en 1935, une pétition au roi George V, dans laquelle figurent 10 000 signatures de personnes en faveur du droit de vote des femmes au Québec.

### Les principaux groupes et figures d’opposition au principe du suffrage féminin

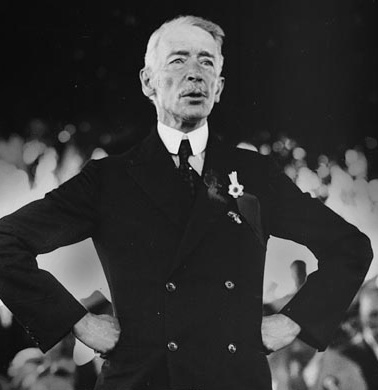
Premier ministre du Québec entre 1920 et 1936, Louis-Alexandre Taschereau s’oppose fermement au principe du suffrage féminin.

Dans un sondage mené en 1912 auprès des lecteurs du Montreal Star, seuls 11,8 % des participants se disent favorables au droit de vote des femmes au Québec. Selon l’écrivain Jad Adams, le retard de l’adoption du droit de vote chez les femmes s’explique par « le conservatisme social, la peur chez les tenants de la gauche que les femmes votent majoritairement à droite, la religion ainsi que la misogynie ». Au Québec, à cette époque, le mouvement d’opposition au suffrage féminin est majoritairement porté par des membres du clergé et des tenants du nationalisme canadien-français.
Au début des années 1920, le clergé est divisé au sujet de la question du suffrage féminin . En effet, alors que certains membres plus libéraux n’y voient pas de problèmes (tel que l’abbé Perrin, par exemple), d’autres membres plus conservateurs s’y opposent vivement et publiquement (ex. : les abbés Éli-J. Auclair et Arthur Curotte). Somme toute, le clergé adopte dans l’ensemble une position plutôt opposée au suffrage féminin. Selon les religieux opposés au suffrage féminin, les femmes elles-mêmes ne voudraient pas du droit de vote, et, étant « soumises, de droit divin, à l’autorité de leur mari », les traditions entourant le rôle des femmes représentent une certaine sécurité vis-à-vis les bouleversements socio-économiques redéfinissant l’héritage canadien-français de l’époque.

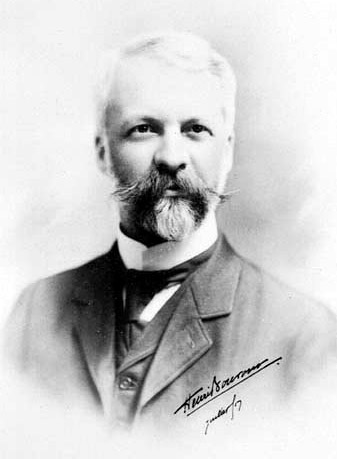
Henri Bourassa est le fondateur du journal Le Devoir. Au début des années vingt, le journal est proche des milieux cléricaux conservateurs et nationalistes, et mène une lutte contre le suffrage féminin. Henri Bourassa, qui est lui-même en défaveur du droit de vote des femmes au Québec, signe plusieurs textes éditoriaux à ce sujet.

Mis à part le clergé, plusieurs journalistes et hommes politiques s’opposent au suffrage féminin. Par exemple, selon le premier ministre Louis-Alexandre Taschereau, la question du droit de vote est un trait identitaire qui distingue les francophones des anglophones, de la même manière que la question de la conscription le fut également, lors de la Première Guerre mondiale. De son côté, Henri Bourassa soutient que les politiciens fédéraux instrumentaliseront les femmes afin d’obtenir plus de votes : « le vote des femmes ne pourra que conduire à une compétition malsaine entre les deux sexes puisque les femmes, possédant désormais les mêmes droits que les hommes, se poseront en rivales plutôt que de demeurer leurs fidèles compagnes, provoquant la destruction de la famille et donc de la société et de la nation canadienne-française ». Cette vision, selon l’historienne Denyse Baillargeon, est partagée par plusieurs acteurs de cette époque.
Enfin, au sein même des Québécoises, la question du suffrage féminin ne fait pas consensus. Si certaines Canadiennes anglaises s’opposent au droit de vote des femmes, chez les Canadiennes françaises, un nombre important de femmes ont également signé des pétitions au premier ministre Taschereau pour lui demander de ne pas accorder ce droit aux femmes; notamment, une pétition provenant de la section des jeunes filles du Syndicat ouvrier catholique de Hull, et une autre venant de la Fédération des femmes canadiennes-françaises de Hull. Selon l’historienne Denyse Baillargeon, « ces interventions antisuffragistes sont manifestement téléguidées par les autorités ecclésiastiques dont l’objectif est de prouver que les femmes elles-mêmes ne veulent pas du vote ». D'autres associations féminines, notamment des Cercles des fermières, guidées par un idéal féminin différent de celui des militantes des centres urbains, ne se reconnaissent pas non plus dans la lutte pour ce droit.

### L’adoption de la loi accordant le droit de vote aux femmes (1940)

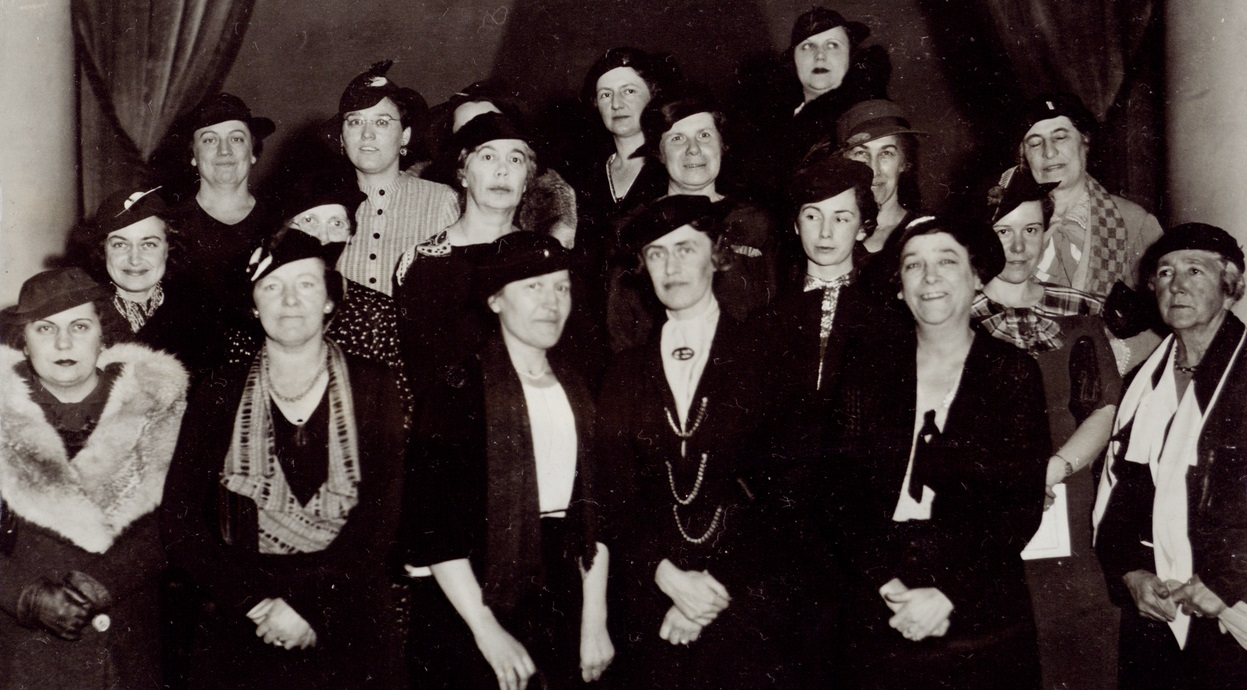
La Ligue des droits de la femme en 1935.

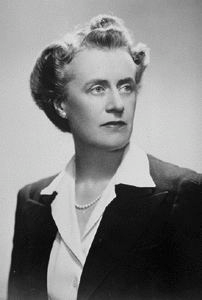
Thérèse Forget Casgrain en 1942.

À la suite de l’élection du gouvernement de l’Union nationale de Maurice Duplessis en 1936, le Parti libéral décide de changer de position sur la question du droit de vote des femmes. En 1938, le parti tient un congrès afin de se doter d'une nouvelle plateforme électorale. Lors de ce congrès, Thérèse Casgrain, devenue vice-présidente des Femmes libérales du Canada et « connaî[ssan]t à peu près tout le monde » dans le milieu de la politique québécoise, participe aux délibérations en compagnie d'une quarantaine de femmes. Grâce à son action, elle réussit à convaincre les libéraux d'adopter à l’unanimité une résolution en faveur du vote des femmes.
En 1939, Maurice Duplessis déclenche de nouvelles élections au Québec. Le Parti libéral dirigé par Adélard Godbout, fort de sa nouvelle plateforme électorale, reçoit l'appui de la Ligue et de l’Alliance. À l'issue du scrutin, le Parti libéral est porté au pouvoir. Respectant son engagement, le nouveau premier ministre Godbout présente un projet de loi pour accorder le droit de vote aux femmes lors de la session parlementaire de 1940.

Cependant, l’Église publie rapidement un communiqué signé par le cardinal Rodrigue Villeneuve dans lequel les arguments justifiant son opposition au suffrage féminin sont énoncés. Ce communiqué, comme le relève l’historienne Marie Lavigne, est la synthèse de tout « l’argumentaire déployé depuis des décennies par les opposants au suffrage des femmes » :
Nous ne sommes pas favorables au suffrage politique féminin :
- parce qu’il va à l’encontre de l’unité et de la hiérarchie familiale ;
- parce que son exercice expose la femme à toutes les passions et les aventures de l’électoralisme ;
- parce que, en fait, il nous apparaît que la très grande majorité des femmes de la province ne le désire pas ;
- parce que les réformes sociales, économiques, hygiéniques, etc., que l’on avance pour préconiser le droit de suffrage chez les femmes, peuvent être aussi bien obtenues grâce à l’influence des organisations féminines, en marge de la politique. Nous croyons exprimer ici le sentiment commun des évêques de la province. [signé] J.-M. Rodrigue cardinal Villeneuve, O.M.I., Archevêque de Québec.

Malgré l’opposition de l’Église, le projet de loi est adopté à 67 voix contre 9, le 18 avril 1940. Le 25 avril suivant, le Conseil législatif adopte officiellement le projet de loi. Avec cette refonte de la loi électorale, le nombre d’électeurs inscrits passe de 753 310 personnes en 1939, à 1 865 396 en 1944. En termes numériques, cette modification de la loi électorale aura été, jusqu’à présent, la plus importante de l’histoire du Québec.
Ainsi, en août 1944, les femmes québécoises se rendent aux urnes afin de voter pour la toute première fois. Toutefois, comme cela faisait déjà 25 ans qu’elles votaient au palier fédéral, cette expérience n’avait rien de très inhabituel pour elles. En effet, il appert même que les femmes avaient, jusqu’alors, enregistré un taux de participation électoral plus élevé que les hommes au niveau fédéral.

### Héritage

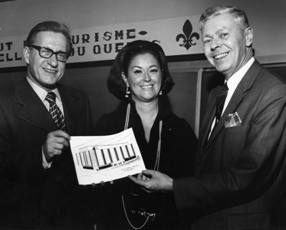
Élue le 14 décembre 1961, Marie-Claire Kirkland-Casgrain est la toute première femme à intégrer l’Assemblée législative du Québec.

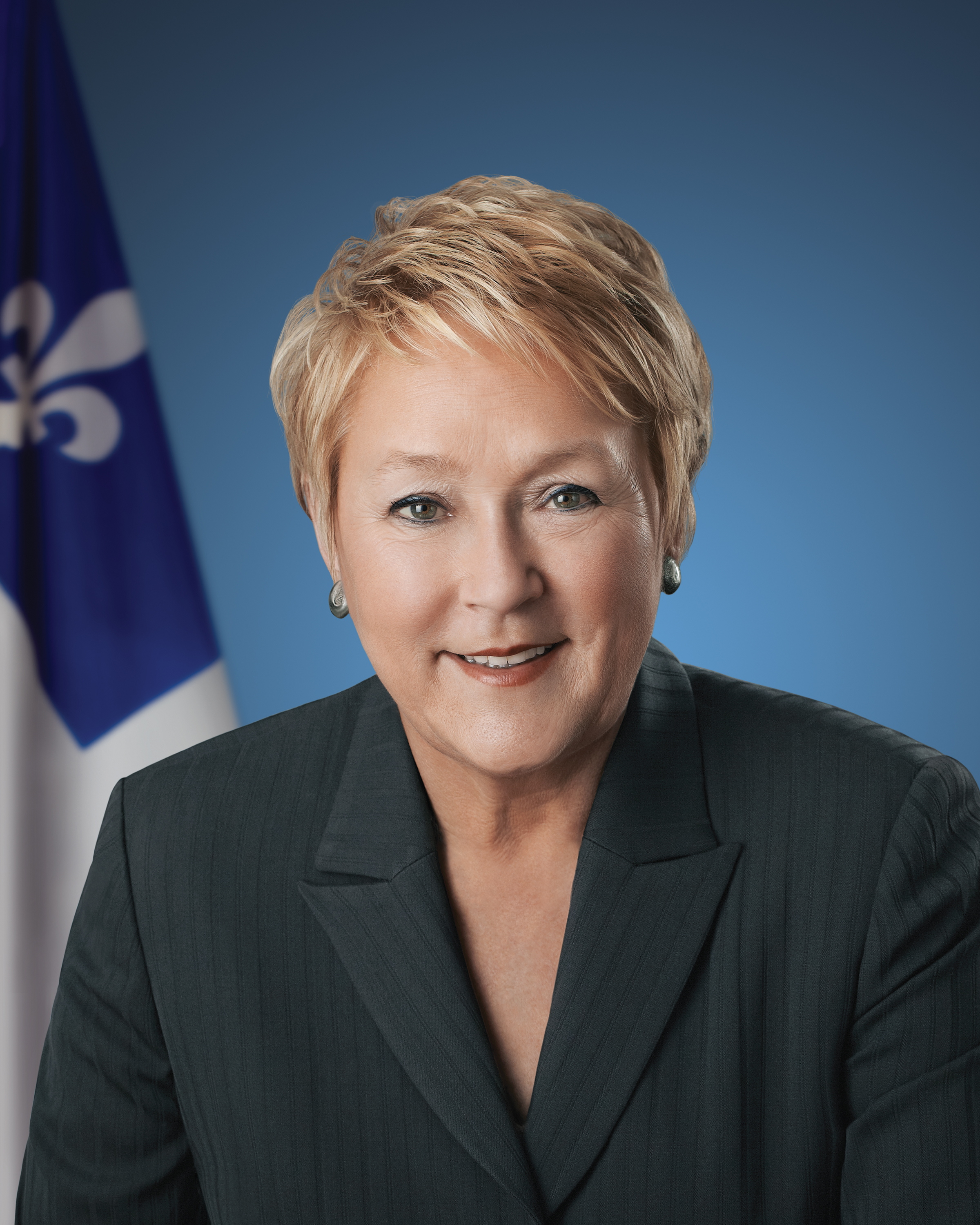
Élue le 4 septembre 2012, Pauline Marois est la toute première femme à devenir première ministre du Québec.

Au Québec, l’obtention du droit de vote s’accompagne de l’obtention du droit d’éligibilité en politique. Ainsi, dès le 25 avril 1940, les femmes ont légalement le droit « de se présenter comme candidate, d’être membre du parlement, et devenir un jour ministre, voire première ministre ». C’est un droit qu’exercent les onze femmes qui se sont présentées comme candidate entre 1940 et 1960, mais aucune d’entre elles n’est élue.
En 1946, Thérèse Casgrain adhère à la Fédération du Commonwealth coopératif (FCC). Elle sera cheffe de ce parti de 1951 à 1957. Par cet engagement, Casgrain est la toute première femme à diriger un parti politique au Canada.
En 1961, Marie-Claire Kirkland-Casgrain remporte une élection partielle dans l’ancienne circonscription de son défunt père, et devient donc, par la même occasion, la toute première femme à occuper la fonction de députée au Québec. Le 5 décembre 1962, elle est assermentée ministre sans portefeuille dans le cabinet de Jean Lesage. En 1976, lorsque le Parti québécois remporte les élections, cinq femmes intègrent l’Assemblée nationale.
Lors des élections de 2012, Pauline Marois, cheffe du Parti québécois, est portée au pouvoir. Soixante-douze-ans après l’obtention par les femmes du droit de vote et de l’éligibilité, elle devient la toute première femme à exercer la fonction de première ministre du Québec.

## Chronologie partielle
- 1791 : L’Acte constitutionnel donne le droit de vote aux sujets britanniques, propriétaires ou locataires, âgés de 21 ans et plus. Il n’y a pas de spécifications quant au sexe dans le texte de loi : les femmes peuvent voter si elles répondent à ces critères .
- 1834 : Adoption à l’unanimité d’une loi qui retire le droit de vote aux filles, femmes et veuves .
- 1836 : Abrogation de la loi de 1834 : les femmes obtiennent de nouveau le droit de suffrage .
- 1849 : Le parlement du Canada-Uni retire définitivement le droit de vote aux femmes .
- 1876 : Les femmes célibataires, majeures et propriétaires obtiennent le droit de vote au niveau municipal, dans la ville de Québec
- 1887 : Les femmes célibataires, majeures et propriétaires obtiennent le droit de vote au niveau municipal, dans la ville de Montréal
- 1888 : Le Code municipal est modifié par le gouvernement provincial, ce qui donne le droit aux femmes majeures, célibataires et propriétaires de voter au niveau municipal partout dans la province.
- 1892 : Le droit de vote au niveau municipal est élargi aux veuves et aux femmes célibataires locataires
- 1899 : La ville de Montréal donne le droit de vote municipal aux Montréalaises locataires qui paient des taxes
- 1902 : Marie Lacoste-Gérin-Lajoie publie son Traité de droit usuel
- 1907 : Marie Lacoste-Gérin-Lajoie et Caroline Dessaulles-Béique fondent la Fédération nationale Saint-Jean-Baptiste
- 1909 : Le Conseil local des femmes de Montréal entérine le principe du suffrage féminin
- 1913 : Fondation de la Montreal Suffrage Association
- 1918 : En mai, les femmes canadiennes obtiennent le droit de vote au niveau fédéral
- 1922 : Marie Lacoste-Gérin-Lajoie et Anna Marks Lyman fondent le Comité provincial pour le suffrage féminin (Provincial Franchise Committee). En février, une délégation de près de 500 femmes se présente à Québec et rencontre les parlementaires et le premier ministre Taschereau
- 1927 : Idola Saint-Jean fonde l’Alliance canadienne pour le vote des femmes du Québec
- 1929 : Thérèse Casgrain fonde la Ligue des droits de la femme
- 1930 : Idola Saint-Jean se présente comme candidate libérale indépendante lors des élections fédérales. Elle obtient 3 000 votes.
- 1935 : Idola Saint-Jean fait parvenir, au Roi George V, une pétition de 10 000 signataires en faveur du suffrage féminin au Québec.
- 1938 : Thérèse Casgrain et une quarantaine de déléguées réussissent à faire inscrire la question du droit de vote des femmes dans la plateforme du Parti libéral du Québec. L’accord du droit de vote des femmes devient l’une des promesses électorales du Parti libéral
- 1939 : Le 25 octobre, le Parti libéral d’Adélard Godbout est porté au pouvoir
- 1940 : Le 25 avril, la loi accordant le droit de vote et d’éligibilité aux femmes (projet de loi 18) est sanctionnée. Les femmes québécoises obtiennent officiellement le droit de vote et l’éligibilité. Ce droit entre en vigueur le 1er janvier 1941
- 1944 : Le 8 août, les femmes québécoises votent pour la première fois aux élections provinciales
- 1961 : Marie-Claire Kirkland-Casgrain devient la première femme à occuper la fonction de députée au Québec
- 1962 : Marie-Claire Kirkland-Casgrain est assermentée ministre sans portefeuille
- 2012 : Pauline Marois devient la première femme à exercer la fonction de première ministre du Québec